# Jehane Benoît
Jehane Patenaude, dite Jehane Benoît (née le 21 mars 1904 à Montréal - décédée le 24 novembre 1987 à Sutton, Québec à l'âge de 83 ans) est une gastronome, cuisinière, écrivaine, chroniqueuse à la radio et à la télévision québécoise. Célèbre pour son Encyclopédie de la cuisine canadienne (1963), vendue à environ deux millions d'exemplaires, elle est la « grande dame » de la cuisine québécoise. Dans les années 1980, elle publie une Encyclopédie de la cuisine micro-ondes en sept volumes. Toute sa vie, Jehane Benoît a mis en valeur les différentes influences culturelles de la cuisine québécoise, simplifié la transmission des recettes ancestrales, ouvert la cuisine sur l'ailleurs et l'a adapté avec l'utilisation des plus récentes innovations techniques.

## Biographie
Jehane (son prénom à la naissance est Marie-Jeanne-Cécile) est la fille d'Alfred Wilfrid Patenaude (1877-1954), un homme d'affaires, et de Marie-Louise Cardinal. Troisième enfant du couple, elle a deux frères (Gérard et Marcel) et une sœur (Jacqueline).
Elle grandit dans un milieu favorisé à Westmount. Son père a fondé une compagnie de cours par correspondance et inventé une méthode d'enseignement de l'anglais, dont l'usage est devenu obligatoire dans l'ensemble des écoles catholiques de Montréal. Commissaire d'écoles pour le district Nord de Montréal (1917 à 1927) puis au Bureau central des écoles catholiques de la métropole, il fait paraître Conversation anglaise aux éditions Patenaude. Cette méthode fait l'objet de plusieurs rééditions et a assuré une prospérité financière à la famille Patenaude. La jeune Jehane Patenaude se familiarise vraisemblablement très tôt avec l'anglais dans ce contexte. De plus, son oncle Ésioff-Léon Patenaude se démarque en politique. D'abord député fédéral, ministre du Revenu puis des Mines, il est élu député à l'Assemblée législative en 1923. Il est lieutenant-gouverneur de la province de Québec de 1934 à 1939.
C'est dans ce milieu privilégié qu'évolue Jehane. Elle est pensionnaire, puis étudie au collège du couvent du Sacré-Cœur de la congrégation des Sœurs des Saints-Noms-de-Jésus-et-de-Marie à Montréal.

### Formée en France en chimie alimentaire
Cette fille de la bourgeoisie francophone montréalaise a le loisir de pouvoir choisir sa destinée. Dans les années 1920, Jehane est admise dans un prestigieux pensionnat à Paris : le Cordon bleu. De retour à Montréal, le nom de la demoiselle apparaît fréquemment dans la chronique mondaine « La vie sociale » de La Presse où ses élégantes toilettes sont décrites en détails. On la voit évoluer dans les lieux et activités propres à la grande bourgeoisie montréalaise de l'époque. Elle assiste ainsi à des réceptions en l'honneur d'autres jeunes filles à l'hôtel Windsor ou au Ritz-Carlton, reçoit pour une partie de bridge, œuvre pour une levée de fonds au profit de l'hôpital Sainte-Justine ou encore fait son entrée dans la vie publique comme débutante.
Elle retourne faire ensuite un peu de théâtre « pour son plaisir » à Paris chez Charles Dullin, mais finit par renoncer à ce domaine. Souhaitant rapidement retourner en France, elle a l'idée de poursuivre ses études en chimie alimentaire à la Sorbonne, où elle étudie pendant quatre ans. Elle montre une grande aisance à la Sorbonne où elle travaille notamment aux côtés d'Édouard de Pomiane, auteur d'un important livre de gastronomie : Bien manger pour bien vivre. Elle sera marquée par cette maxime de Pomiane : « Nous sommes ce que nous mangeons ». Elle poursuit en parallèle ses recherches sur les propriétés nutritives de différents aliments dans les restaurants parisiens ou en province durant ses vacances. En 1925, elle reçoit un diplôme de chimiste en alimentation.

### Première union
Diplômée, Jehane rentre à Montréal. Le 21 avril 1926, elle épouse Carl Zimmerman (1902-1957),, fils du chef d'orchestre d'origine allemande Otto Zimmerman et d'Eugénie Lacroix, à la chapelle Notre-Dame-de-Pitié de l'église Sainte-Catherine. Une réception a lieu à la maison familiale des Patenaude sur la rue Sherbrooke. Les nouveaux mariés vont ensuite en voyage de noces à New York et dans le sud des États-Unis. Jehane a une fille, Monique, issue de cette union. Elle naît le 17 avril 1927.
Au mariage de sa sœur Jacqueline en 1935, Jehane est encore présentée publiquement comme Madame Carl Zimmerman. Par contre, elle reprend publiquement son nom de Patenaude au début des années 1940. Vraisemblablement séparés, que s'est-il passé entre eux? Aucune source ne fournit d'explication mais Jehane et Carl sont restés mariés jusqu'au décès de ce dernier car la fiche d'enregistrement du subséquent mariage de Jehane à Bernard Benoit indique qu'elle est veuve.

### Pionnière de la cuisine
À une époque où l'enseignement des arts ménagers était encore dispensé par les communautés religieuses féminines, elle ose y faire ses premiers pas. Au début des années 1930, Jehane met ainsi sur pied une école de cuisine laïque et bilingue (français et anglais) à Montréal : le Fumet de la Vieille France. Celle-ci connaît un bon succès (8 000 étudiants au cours de ses quatre premières années d'activité) grâce au bouche-à-oreille et à la publicité.
En 1933, elle ouvre le Salad Bar, l'un des premiers restaurants au Canada à se spécialiser dans la cuisine végétarienne. Il est situé au 1324, Sherbrooke ouest à Montréal, au beau milieu du Mille carré doré. Beaucoup de jeunes filles ont pris l'habitude d'y donner des réceptions ou d'y recevoir à dîner. En 1942, Madame Patenaude du Salad bar se retrouve aux côtés des réputés chefs et cordons bleus des hôtels Windsor, Mont-Royal ou Ritz-Carlton pour présenter des « chefs-d'oeuvre d'art culinaire » lors d'une exposition hôtelière. Le restaurant est incendié en décembre de la même année.

### Deuxième union
Vers la fin des années 1930, elle fait la rencontre de Bernard Benoît, de 13 ans son cadet. Il étudie en administration aux HEC à Montréal et est client au Salad Bar. Il l'épaulera tout au long de sa carrière. Le couple se marie civilement en 1945 à Londres puis religieusement à l’église Saint-Léon de Westmount le 24 février 1964.

### Grande communicatrice
Entre-temps, la Seconde Guerre mondiale éclate. C'est à cette époque qu'elle fait ses débuts à la radio. Elle propose alors des recettes adaptées à la période de rationnement alimentaire. Son amoureux Bernard s'enrôle dans l'armée et est dépêché en Angleterre en 1943. Elle part le rejoindre à la fin de la guerre en 1945 et le suit en Hollande. Elle rentre à Montréal en 1946.
Tout de suite, une opportunité lui est offerte. Les étudiants de la faculté des sciences sociales de l’Université de Montréal sont réunis à Saint-Sylvère de Nicolet en séminaire d’étude afin de les familiariser avec le monde rural. Parmi les professeurs, outre des membres du clergé et des personnalités comme François-Albert Angers, professeur à l’École des hautes études commerciales, ou Jean-Marie Gauvreau, directeur de l’École du meuble, on retrouve deux femmes seulement : Jehane Patenaude Benoît, diplômée en diététique, physique et chimie culinaires, et Françoise Gaudet-Smet, directrice de Paysana. Les jeunes peuvent apprécier les repas préparés par cette « cuisinière de renom », en plus de les analyser sous forme de cours.
Déjà reconnue comme une figure incontournable de l'art culinaire, on l'invite fréquemment à donner des conférences de démonstration culinaire devant de vastes auditoires, dont au théâtre Saint-Denis et au restaurant du Eaton.
De 1949 à 1958, elle dirige les pages culinaires de La Revue moderne. De plus, dans la quotidienne radiophonique Le P’tit train du matin, animée par Miville Couture et René Lecavalier à Radio-Canada, la chroniqueuse Lisette LeRoyer lit les recettes de Jehanne Patenaude-Benoît en 1950. Avec l'arrivée de la télévision en 1952, sa notoriété ne fera que croître. À partir de 1954, Jehane intervient trois fois par semaine sur les ondes de Radio-Canada à l'émission Fémina. Elle est si populaire que, face à la demande, Radio-Canada décide de produire Les recettes Fémina en cahier au coût de 0,25$ en 1959. La station reçoit 14 000 demandes pour celui-ci. Les auditeurs lui envoient des recettes, qu'elle lit parfois en ondes.
Dans Bonjour Madame (1956-1961), cette fois à la télévision de Radio-Canada, Mia Riddez-Morisset reçoit la chroniqueuse culinaire Jehane Benoît. Toujours dans une mise impeccable, on peut aussi fréquemment la voir à Femmes d'aujourd'hui (1965-1982) à la télévision de Radio-Canada.
Dans les années 1960, elle se fait également connaître dans le Canada anglais en participant à plusieurs émissions télévisées de CBC. Elle voyage entre l'Ontario et le Québec afin d'enregistrer les émissions Take 30 (avec Adrienne Clarkson), Living, Open House. Elle participe aussi The Young Chefs (CBC), première émission culinaire au Canada destinée aux enfants. Madame Benoît dirige également la page culinaire du Canadian Homes Magazine et tient la chronique « My Secrets for Better Cooking » dans le Reader’s Digest.
Tôt dans sa carrière, Jehane Benoît prête son nom et sa réputation à certaines marques comme l'enduit antiadhésif PAM, la soupe Campbell, la bière Dow, le fabricant de riz Dainty ou le cacao Fry. Elle écrit des livres pour certaines de ces marques en plus d'apparaître dans maintes publicités, tant à la télévision que dans des magazines ou journaux.

### Noirmouton
En 1956, le couple Jehane et Benoît loue une ferme à Sutton dans les Cantons-de-l'Est. Bernard Benoît l'achète en 1965. Il avait auparavant (1958) acheté la ferme voisine pour Monique, la fille de Jehane, et son époux. Ce lieu bucolique est dédié à la cuisine. Ils y élèvent une importante bergerie, qu'ils nomment Noirmouton.
En 1967, Jehane et Bernard s'installent définitivement à Noirmouton. Bernard est élu maire du Canton de Sutton en 1969 (poste qu'il occupe jusqu'en 1977). Jehane reçoit les journalistes dans cette ferme bucolique, où Bernard s'occupe de la boutique. Plusieurs touristes profitent de leur passage en Estrie pour visiter la ferme.

### Livres de recettes
À la fin des années 1940, elle commence à publier des livres de recettes. Parus en français et en anglais, on y retrouve différents sujets : l'aliment, sa chimie, son histoire et son usage, des méthodes de cuisson, le choix d'ustensiles, etc. En 1963, au moment où elle sort l'Encyclopédie de la cuisine canadienne, elle a déjà publié 18 livres de recettes. Au cours de sa carrière, Jehane Benoît signe une cinquantaine de livres de cuisine.

### L'Encyclopédie de la cuisine canadienne
En 1962, elle suit Bernard à Paris, qui y a été nommé pour le travail. C'est à Paris qu'elle rédige et compile ce qui deviendra la célèbre bible culinaire l'Encyclopédie de la cuisine canadienne (1963). L'ouvrage comporte 52 chapitres et contient plus de 1000 pages de recettes. Il est lancé dans un lieu qu'elle connaît bien, non loin de son ancien restaurant, à l'hôtel Ritz-Carlton. C'est le fruit d'une trentaine d'années de recherche.
C'est à Pierre Tisseyre, éditeur des Messageries du Saint-Laurent, que revient l'idée de vendre deux encyclopédies dans les supermarchés. Ce seront L'Encyclopédie de la cuisine canadienne de Madame Benoît et L'Encyclopédie de la femme de Michelle Tisseyre. En vente à partir de septembre 1963 dans les Steinberg, l'imposant ouvrage a été découpé en 12 fascicules que les gens peuvent se procurer au coût de 0,99$. L'encyclopédie est rééditée en 1973 (La nouvelle encyclopédie de la cuisine) et en 1991 (L'Encyclopédie de la cuisine de Jehane Benoît). L'Encyclopedia of Canadian Cuisine paraît pour sa part en 12 fascicules en 1965.
Lors de la sortie de la première édition de son ouvrage, Madame Benoît dit espérer « de tout cœur que cette encyclopédie canadienne va créer ce désir de mettre en évidence la cuisine canadienne du Québec ». Par ce livre, elle souhaite s'adresser tant à « la jeune femme qui ne sait absolument rien faire du point de vue de la cuisine [qu'à] la gourmande, la raffinée qui est bonne cuisinière et qui aime à faire sauter ses crêpes et à flamber ses canards ». Madame Benoît, dans un réel souci pédagogique, veut faire connaître les principes fondamentaux de la cuisine aux femmes, les invitant au passage à user de leur imagination et à développer leur sens artistique.
Elle y fait non seulement la preuve de l'existence d'une cuisine canadienne, voire québécoise, en retraçant les origines française, anglaise et autochtone de certaines recettes mais elle ouvre en même temps cette cuisine canadienne à l'ailleurs en intégrant de nouveaux produits ou des plats typiques d'autres pays. Madame Benoît y fait en outre la promotion de l'utilisation des ressources locales, comme les poissons, et sensibilise les gens à se nourrir sainement.
Son encyclopédie est destinée tant à la cuisine quotidienne qu’à celle des grandes occasions. Véritable succès commercial avec près de deux millions de vente, en cumulant les éditions françaises et anglaises, il fut un temps où chaque foyer en possédait un exemplaire.
En 1973, le gouvernement canadien lui remet l'Ordre du Canada afin de saluer son apport à l'art culinaire au Canada.

### Toujours à l'avant garde
Après la cuisson sous pression, l'apparition du four à micro-ondes à la fin des années 1970 l'enchante car elle y voit enfin l'opportunité d'appliquer principes chimie qu'elle a apprise jadis à la Sorbonne. S’adaptant constamment aux nouvelles tendances, elle prend le virage du micro-ondes et adapte ses recettes pour cet appareil. En 1975, elle publie Madame Benoît's Microwave Cook Book, traduit en français en 1976 sous le titre La Cuisine micro-ondes. Elle contribue ainsi à promouvoir la cuisson au four à micro-ondes. La société Panasonic utilise son expertise pour améliorer ses articles voués au marché canadien. En 1985, elle entreprend la publication en six volumes d'une encyclopédie de la cuisine micro-ondes. De 1975 à 1987, elle sillonne le Québec et le Canada pour populariser l'utilisation du four micro-ondes. Ce partenariat avec Panasonic lui permet même de visiter de nombreux pays d'Asie.

### Décès
Les années passent et sa santé se dégrade. Le 24 novembre 1987, Jehane Benoît décède d'un infarctus. Elle est inhumée au cimetière municipal de Sutton. Bernard Benoît décède en 1994. Les héritiers de Noirmouton, ses petits-enfants Susan et Ian Macdonald, vendent la propriété en 1998.

## Dans la culture populaire
Grâce à sa collaboration à de nombreuses émissions de radio et de télévision, à sa participation à des publicités et à la rédaction de livres de cuisine, Jehane Benoît est devenue une figure incontournable au Québec et au Canada anglais. Elle demeure omniprésente dans la mémoire collective.
Lunettes noires, broche à son corsage et roulant ses r, Dominique Michel a incarné la grande dame de la cuisine dans une parodie d'une publicité des contenants de plastique Frig-O-Seal.
En 2011, Camélia Desrosiers revisite les recettes de Jehane Benoît dans l’émission Jehane et moi (Zeste).
Le Musée des communications et d'histoire de Sutton dans les Cantons-de-l'Est, où elle aura vécu ses dernières années, lui consacre une exposition du 21 mars au 24 novembre 2012. Le café-boutique du musée porte son nom depuis 2018.
En 2012, Marguerite Paulin et Marie Desjardins rédigent la biographie À la découverte de Jehane Benoît, le roman de la grande dame de la cuisine canadienne.
Encore aujourd'hui très respectée, plus d'un chef évoque, un peu plus de trois décennies après son décès, son nom, parle de son influence ou revisite ses recettes. C'est le cas de Ricardo, de Josée di Stasio, de Jean Soulard ou de Rémy Couture. En 2022, il y a même eu un combat des chefs en hommage à Jehanne Benoît à la radio de Radio-Canada.

## Sélection d’œuvres en langue française[35]
- Le chocolat dans la ronde des heures (1941)
- Les meilleures recettes de Jehane P. Benoît (1949)
- Jehane Benoît dans sa cuisine, avec des recettes authentiques du Québec (1955)
- Secrets et recettes du cahier de ma grand-mère (1959)
- L’Encyclopédie de la cuisine canadienne (1963)
- La nouvelle encyclopédie de la cuisine (1973)
- Ma cuisine au cidre (1973)
- Rose nanan sucré longtemps (1973)
- La cuisine micro-ondes (1976)
- La nouvelle encyclopédie de la cuisine, édition de luxe (1978)
- Ma cuisine maison (1979)
- L'agneau (1979)
- Je cuisine avec Taillefer (1981)
- La cuisine du monde entier (1982)
- Les viandes et leurs sauces (1985)
- À l'enseigne du riz Dainty (1985)
- Desserts et confitures (1986)
- Riz, pâtes alimentaires et œufs (1987)
- L'Encyclopédie de la cuisine de Jehane Benoît (1991)

## Honneurs
- 1968 : Prix David.
- 1973 : Officier de l'Ordre du Canada[36].

### Pour en savoir plus
- Bernard Benoit, « Jehane Benoit : Un essai biographique intime », dans Madame Jehane Benoit : 14 ans de cuisine micro-ondes, Saint-Lambert, Éditions Héritage, 1988, p. 7-30.
- Chrystine Brouillet, « Jehane Benoît », dans Bâtisseurs d'Amérique: Des Canadiens français qui ont fait l'histoire, dir. André Pratte, Jonathan Kay, La Presse, Montréal, 2016, p. 125-146.

- (en) Legacy. How french Canadians shaped North America. McClelland & Stewart, Toronto 2016; réimpr. 2019  (ISBN 0771072392) p. 259-278.
- « Jehane Benoît, pionnière de l'art culinaire au Québec », archives de Radio-Canada, https://ici.radio-canada.ca/nouvelle/1068832/jehane-benoit-gastronomie-recette-histoire-archives.
- Maison Jehane-Benoît, https://www.patrimoine-culturel.gouv.qc.ca/detail.do?methode=consulter&id=232937&type=bien
- Maude Labonté, « La vie de Jehane Benoît », Aujourd'hui l'histoire, Radio-Canada, 16 février 2018, https://ici.radio-canada.ca/ohdio/premiere/emissions/aujourd-hui-l-histoire/segments/entrevue/59680/jehane-benoit-cuisine-gastronomie-quebec-encyclopedie-cuisine-canadienne.
- Maude Labonté, « “Ma fourchette voyage” : propositions culinaires étrangères dans la Revue moderne et Châtelaine (1949 à 1968) », maîtrise en histoire, Université du Québec à Montréal, décembre 2017.
- Jean-Pierre Lemasson et Hélène Laurendeau, « Objet culturel : L’Encyclopédie de Jehane Benoît », Plus on est de fous plus on lit !, Radio-Canada, 23 novembre 2017, https://ici.radio-canada.ca/ohdio/premiere/emissions/plus-on-est-de-fous-plus-on-lit/segments/chronique/48343/jehane-benoit-recette.